# Лунино (Новгородская область)
Лунино — деревня в Окуловском муниципальном районе Новгородской области, относится к Угловскому городскому поселению.

## География
Деревня Лунино расположена на Валдайской возвышенности, на правом берегу реки Шегринка, в 10 км к северо-востоку от деревни Озерки, в 17 км к востоку от города Окуловка.
Напротив Лунино, на левом берегу реки Шегринка, находится деревня Смёново. В 0,4 км к югу — деревня Демидово.

## История
В 1773—1927 деревня Лунино находилась в Боровичском уезде Новгородской губернии. С начала XIX века до 1924 относилась к Шегринской волости Боровичского уезда.
Отмечена на карте 1826—1840.
В 1911 в деревне Лунино было 18 дворов с 35 домами и населением 114 человек. Имелась школа.
Деревня Лунино входила в состав Озерковского сельского поселения. В 2010 вошла в состав Угловского городского поселения.

## Население
| 2002 | 2006 | 2010 | 2011 |
| ---- | ---- | ---- | ---- |
| 10   | ↗11  | ↘3   | ↗6   |

## Транспорт
Ближайшая ж/д станция «Окуловка» — в 19 км от деревни Лунино.